# Paul Konerko
Paul Henry Konerko (né le 5 mars 1976 à Providence, Rhode Island, États-Unis) est un ancien joueur de premier but au baseball qui évoluait dans les Ligues majeures de 1997 à 2014.. 
Capitaine des White Sox à partir de 2006, Konerko frappe 2 340 coups sûrs dont 439 circuits au cours d'une carrière de 18 saisons qui débute par de brefs séjours chez les Dodgers de Los Angeles et les Reds de Cincinnati. Ses 432 circuits et 1 383 points produits avec les White Sox sont les deuxièmes totaux les plus élevés de l'histoire de la franchise après ceux de Frank Thomas. Six fois sur l'équipe d'étoiles, Konerko est joueur par excellence de la Série de championnat 2005 de la Ligue américaine et remporte la Série mondiale 2005 avec les White Sox. Son numéro 14 est retiré par les White Sox en 2015.

## Carrière

### Débuts
Paul Konerko est drafté dès la fin de ses études secondaires à la Chaparral High School de Scottsdale. Le 2 juin 1994 il est choisi par les Dodgers de Los Angeles au premier tour de sélection (13e choix).
Après trois saisons passées en Ligues mineures, Konerko fait ses débuts en Ligue majeure le 8 septembre 1997.
Le 4 juin 1998, les Dodgers l'échangent aux Reds de Cincinnati en compagnie du lanceur Dennys Reyes pour obtenir le releveur Jeff Shaw. Konerko termine la saison à Cincinnati, jouant 26 parties pour les Reds. Ceux-ci l'échangent le 11 novembre 1998, une fois la saison terminée, aux White Sox de Chicago en retour du voltigeur Mike Cameron.

### White Sox de Chicago

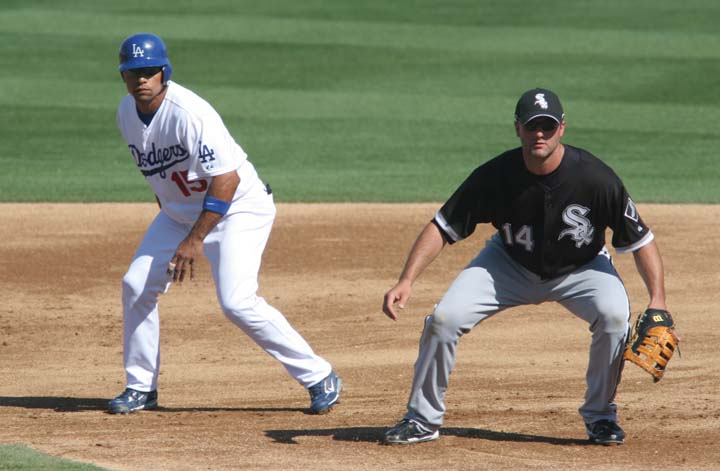
Paul Konerko (à droite) en défensive comme joueur de premier but en 2008.

Konerko honore ses deux premières sélections sélections au match des étoiles en 2002 et 2005. 
En 2004, il termine second dans la Ligue américaine pour les coups de circuit avec 41, n'étant devancé que par Manny Ramirez.
Il prend part à la victoire des Sox en Série mondiale 2005 et termine 6e du vote désignant le joueur par excellence de la saison 2005 en Ligue américaine. Il claque cinq circuits et produit 15 points en 12 parties de séries éliminatoires cet automne-là. Avec six coups sûrs, dont deux circuits, et sept points produits en cinq matchs de Série de championnat de la Ligue américaine face aux Angels de Los Angeles, Konerko est élu joueur par excellence de la Série de championnat.
En fin de contrat à l'issue de la saison 2005, Konerko prolonge chez les Sox en s'engageant pour cinq ans contre 60 millions de dollars. Les White Sox le nomment capitaine de l'équipe en 2006, un rôle qu'il remplit jusqu'à la fin de sa carrière.
Il participe une troisième fois au Match des étoiles en 2006.
Konerko reçoit en 2010 sa quatrième invitation à la partie d'étoiles. Il termine la saison avec 39 circuits et 111 points produits. Seul José Bautista, des Blue Jays de Toronto, frappe davantage de circuits que lui dans la Ligue américaine. Il est une fois de plus considéré pour le titre de joueur par excellence de la saison, mais prend le cinquième rang du scrutin remporté par Josh Hamilton, des Rangers du Texas.

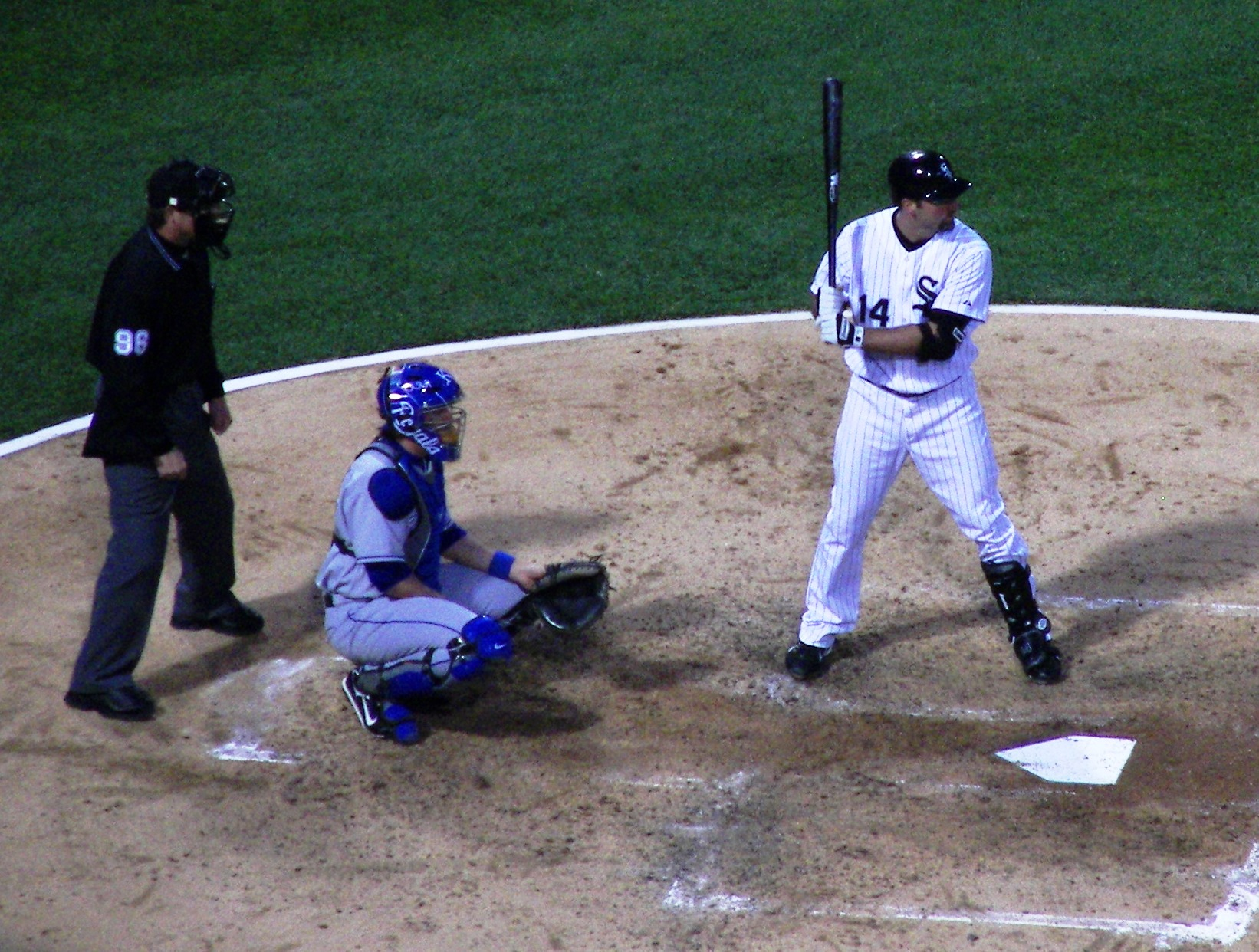
Paul Konerko (à droite) au bâton dans un match de 2007 contre Kansas City.

Devenu agent libre au terme de la saison, Konerko est un des joueurs les plus convoités de l'entre-saison. Les rumeurs l'envoient notamment en Arizona ou au Texas, mais le 8 décembre les White Sox annoncent que leur puissant frappeur a conclu une nouvelle entente de trois saisons pour 37,5 millions de dollars.
Le 23 août 2011, il frappe son 2000e coup sûr en carrière, devenant le 13e joueur des White Sox à en frapper autant avec cette équipe. Il maintient une moyenne au bâton de ,300 durant la saison et claque 31 circuits : c'est sa 7e saison, et la 2e consécutive, avec 30 longues balles ou plus. Avec 105 points produits, il joue une 2e saison de suite et une 6e en carrière de 100 points produits ou plus. Oublié par le gérant de l'équipe d'étoiles de la Ligue américaine pour le match des étoiles de mi-saison à Phoenix, Konerko est finalement voté par les partisans de baseball et honore ainsi sa 5e sélection. À la fin de l'année, il termine 13e au vote du joueur par excellence de la saison dans la Ligue américaine.
Il reçoit en 2012 une sixième sélection au match d'étoiles et maintient durant l'année une moyenne de ,298 avec 26 circuits et 75 points produits en 144 matchs.
Son engagement dans la communauté et son esprit sportif sont reconnus par le baseball majeur en octobre 2014 alors qu'il partage le prix Roberto Clemente avec Jimmy Rollins.
Aligné dans 122 parties des White Sox en 2013, il claque 12 circuits, récolte 54 points produits mais sa moyenne au bâton chute à ,244. À quelques semaines de ses 38 ans, Konerko envisage la retraite mais décide de revenir avec les Sox pour la saison 2014 dans le rôle de joueur de premier but et frappeur désigné.
Le 23 mai 2015, les White Sox retirent son numéro 14 lors d'une cérémonie au U.S. Cellular Field.

## Statistiques
| Saison | Équipe     | G    | AB   | R   | H    | 2B  | 3B | HR  | RBI  | SB | BA    |
| ------ | ---------- | ---- | ---- | --- | ---- | --- | -- | --- | ---- | -- | ----- |
| 1997   | LA Dodgers | 6    | 7    | 0   | 1    | 0   | 0  | 0   | 0    | 0  | 0,143 |
| 1998   | LA Dodgers | 49   | 144  | 14  | 31   | 1   | 0  | 4   | 16   | 0  | 0,215 |
| 1998   | Cincinnati | 26   | 73   | 7   | 16   | 3   | 0  | 3   | 13   | 0  | 0,219 |
| 1999   | Chicago WS | 142  | 564  | 71  | 151  | 31  | 4  | 24  | 81   | 1  | 0,294 |
| 2000   | Chicago WS | 143  | 524  | 84  | 156  | 31  | 1  | 21  | 97   | 1  | 0,298 |
| 2001   | Chicago WS | 156  | 582  | 92  | 164  | 35  | 0  | 32  | 99   | 1  | 0,282 |
| 2002   | Chicago WS | 151  | 570  | 81  | 173  | 30  | 0  | 27  | 104  | 0  | 0,304 |
| 2003   | Chicago WS | 137  | 444  | 49  | 104  | 19  | 0  | 18  | 65   | 0  | 0,305 |
| 2004   | Chicago WS | 155  | 563  | 84  | 156  | 22  | 0  | 41  | 117  | 1  | 0,277 |
| 2005   | Chicago WS | 158  | 575  | 98  | 163  | 24  | 0  | 40  | 100  | 0  | 0,283 |
| 2006   | Chicago WS | 152  | 566  | 97  | 177  | 30  | 0  | 35  | 113  | 1  | 0,313 |
| 2007   | Chicago WS | 151  | 549  | 71  | 142  | 34  | 0  | 31  | 90   | 0  | 0,259 |
| 2008   | Chicago WS | 122  | 438  | 59  | 105  | 19  | 1  | 22  | 62   | 6  | 0,240 |
| 2009   | Chicago WS | 152  | 546  | 75  | 151  | 30  | 1  | 28  | 88   | 1  | 0,277 |
| 2010   | Chicago WS | 149  | 548  | 89  | 171  | 30  | 1  | 39  | 111  | 0  | 0,312 |
| Totaux | Totaux     | 1849 | 6642 | 971 | 1861 | 339 | 8  | 365 | 1156 | 8  | 0,280 |

| Saison | Équipe     | G  | AB | R  | H  | 2B | 3B | HR | RBI | SB | BA     |
| ------ | ---------- | -- | -- | -- | -- | -- | -- | -- | --- | -- | ------ |
| 2000   | Chicago WS | 3  | 9  | 1  | 0  | 0  | 0  | 0  | 0   | 0  | 0,000  |
| 2005   | Chicago WS | 12 | 49 | 6  | 13 | 2  | 0  | 5  | 15  | 0  | 0,265  |
| 2008   | Chicago WS | 4  | 16 | 3  | 5  | 0  | 0  | 2  | 2   | 0  | 0,3,13 |
| Totaux | Totaux     | 19 | 74 | 10 | 18 | 2  | 0  | 7  | 17  | 0  | 0,243  |

Note : G = Matches joués ; AB = Passages au bâton; R = Points ; H = Coups sûrs ; 2B = Doubles ; 3B = Triples ; 
HR = Coup de circuit ; RBI = Points produits ; SB = Buts volés ; BA = Moyenne au bâton.